# Idong-myeon, Namhae-gun
Idong-myeon (koreanska: 이동면) är en socken i kommunen Namhae-gun i provinsen Södra Gyeongsang i den södra delen av Sydkorea, 320 km söder om huvudstaden Seoul. Den ligger på ön Namhaedo.